# Прашумска палмова веверица
Прашумска палмова веверица (лат. Funambulus tristriatus, енгл. Jungle palm squirrel) је сисар из реда глодара (Rodentia) и породице веверица (Sciuridae).

## Распрострањење
Ареал врсте је ограничен на једну државу. Индија је једино познато природно станиште врсте.

## Станиште
Станишта врсте су шуме и планине.

## Угроженост
Ова врста није угрожена, и наведена је као последња брига јер има широко распрострањење.